# 紳士
紳士（英語: gentleman）とは、社会的に高い地位にある男性、また礼儀やマナーを心得ている者を指す。明代、清代における在郷名士「郷紳」と科挙合格を目指す「士人」を合わせた言葉。転じて地方官吏、退官後地方で隠棲する人、地方有力者などを指す。
過去には、イギリスにおける歴史的社会階層であるジェントリに属する者、すなわちジェントルマン (gentleman) の訳語として使われた。しかし、現在では学術用語、あるいはジェントリー身分の男性の呼称として用いられることはなく、男性一般の丁寧な呼び方として使用される。なお、「紳士」に代わる「gentleman」の訳語としては、「ジェントルマン」というカタカナ表記が通常使用されている。対義語は淑女 (lady)。「紳士淑女の皆様 (ladies & gentlemen)」などとされる。

## 日本
日本語の「紳士」は「縉紳の士」に由来する。「縉紳」は“束帯の帯に笏を挿んだ高貴な（高い官位を有する）人物”の意である。例えば大正期の中世史家・原勝郎の著作に室町期の宮廷貴族・三条西実隆を描いた『東山時代における一縉紳の生活』（1917年）がある。
日常会話においては、礼儀やマナーを心得ている者を表現する際に“紳士的”と言うことがある。また、紳士のスポーツ（審判が存在せず、自身の良識に全てが委ねられるゴルフなど。ラグビーが、激しいぶつかり合いやボールの奪い合いがあるため“紳士が嗜む中では最も野蛮な”と評される）、紳士の趣味など、礼儀やマナーに厳しいというイメージと並んで、教養があり経済的にも裕福な年配の男性というイメージを持たれることが多い。

## 日本におけるスラング
ギャグマンガ日和の1コーナー「名探偵うさみちゃん」に登場するクラスメイト、クマ吉の弁解で「変態という名の紳士」がネタとして広まった。
以降、いわゆる実害はない変態的なところやエロ要素があるものを（主に男性向けとして）紳士と言い換える風潮が広まった。対象が女性の場合は淑女と言い換えることもある。